# Mammoth Gardens
Mammoth Gardens (obecnie: The Fillmore Auditorium) – sala koncertowa w Denver. 
Została otwarta w 1907 roku. Mieści 3,7 tys. ludzi. Gościła takich artystów jak Jimi Hendrix (23.06.1970), The Doors, The Who, The Grateful Dead. Została zamknięta w październiku 1970 roku. W latach dziewięćdziesiątych funkcjonowała pod nazwą „Mammoth Events Center”. W 1999 roku, po renowacji została ponownie otwarta jako „The Fillmore Auditorium”.